# جنون دو نفره
فولی آ دو (به فرانسوی «جنون مشترک») که همچنین به عنوان روان‌پریشی مشترک یا اختلال توهم مشترک (اس‌دی‌دی) شناخته می‌شود، یک سندرم روان‌پزشکی نادر است که در آن علائم یک باور هذیانی، و گاهی اوقات توهم از فردی به فرد دیگر منتقل می‌شود.
این اختلال که برای اولین بار در روانپزشکی فرانسوی قرن نوزدهم توسط چارلز لاسگ و ژول فالره مفهوم‌سازی شد، به عنوان سندرم لاسگ-فالره نیز شناخته می‌شود. طبقه بندی‌های اخیر روانپزشکی به این سندروم به عنوان اختلال روان‌پریشی مشترک (دی‌اس‌ام-۴ – ۲۹۷.۳) و اختلال توهم القایی (ای‌سی‌دی-۱۰ – اف۲۴) اشاره می‌کند، اگرچه عمدتاً با نام اصلی‌اش یاد می‌شود. همین سندرم مشترک بین بیش از دو نفر ممکن است folie à trois (سه) یا quatre (چهار) و اگر بیشتر، folie en famille ("جنون خانوادگی") یا حتی folie à plusieurs (جنون چند نفره) نامیده می‌شود.
این اختلال در ویرایش پنجم راهنمای تشخیصی و آماری اختلالات روانی (دی‌اس‌ام-۵)، که معیارها را ناکافی می‌داند، وجود ندارد. دی‌اس‌ام-۵ اختلال روان‌پریشی مشترک را به عنوان یک موجود جداگانه در نظر نمی‌گیرد. در عوض، پزشک باید آن را به عنوان "اختلال هذیان" یا در دیگر گروه "طیف مشخص شده اسکیزوفرنی و سایر اختلالات روان‌پریشی" طبقه‌بندی کند.

## علائم و نشانه‌ها
این سندرم معمولاً زمانی تشخیص داده می‌شود که دو یا چند فرد مورد نظر که در مجاورت یکدیگر زندگی می‌کنند،  از نظر اجتماعی یا جسمی منزوی باشند و تعامل کمی با افراد دیگر داشته باشند.
طبقه‌بندی‌های فرعی مختلفی از جنون مشترک برای توصیف این که چگونه باور هذیانی توسط بیش از یک نفر برقرار می‌شود، پیشنهاد شده است:
جنون تحمیلی
جایی که یک فرد مسلط در ابتدا در طول یک دوره روان‌پریشی یک باور هذیانی شکل می‌دهد و آن را به شخص یا افراد دیگری تحمیل می‌کند؛ با این فرض که فرد ثانویه اگر به حال خود رها شود ممکن است دچار توهم نشود. اگر طرفین به طور جداگانه در بیمارستان بستری شوند، معمولاً هذیان‌ها در فرد دارای باورهای القایی بدون نیاز به دارو برطرف می‌شود.
جنون همزمان
یا وضعیتی که در آن دو نفر به‌طور مستقل روان‌پریشی را تجربه می‌کنند بر محتوای هذیان‌های یکدیگر تأثیر می‌گذارد، به طوری که آنها به‌طور قابل توجهی شبیه هم می‌شوند، یا وضعیتی که در آن دو نفر «به‌طور بیمارگونه» مستعد روان‌پریشی هذیانی هستند به طور متقابل علائمی را در یکدیگر ایجاد می‌کنند.

### انواع توهم
مجله روان‌شناسی امروز توهم را اینگونه تعریف می‌کند: «باورهای ثابتی که تغییر نمی‌کنند، حتی زمانی که شواهد متناقضی به فرد ارائه شود». انواع توهم عبارتند از:
توهمات عجیب
مواردی که به وضوح غیرقابل قبول هستند و توسط همسالان در همان فرهنگ، حتی آنهایی که دارای اختلالات روانی هستند، قابل درک نیستند. به عنوان مثال، اگر کسی فکر کند که تمام اعضای بدن او در حالی که در خواب بودند بدون برجای گذاشتن زخم و بدون بیدار شدن با اعضای دیگری خارج و جایگزین شده است. زنده ماندن در چنین روشی غیرممکن خواهد بود و حتی جراحی شامل پیوند چند اندام نیز فرد را با درد شدید، زخم‌های قابل مشاهده و غیره مواجه می‌کند.
توهمات غیر عجیب
در میان افراد مبتلا به اختلالات شخصیت رایج است و توسط افراد با فرهنگ مشابه درک می‌شود. به عنوان مثال، ادعاهای اثبات نشده یا غیرقابل تأیید در مورد تعقیب شدن توسط اف‌بی‌آی در اتومبیل‌های بدون علامت و مشاهده از طریق دوربین‌های امنیتی به عنوان یک توهم غیرعجیب طبقه‌بندی می‌شود. در حالی که افراد معمولی بعید است که چنین مخمصه‌ای را تجربه کنند، اما ممکن است، و بنابراین توسط اطرافیانشان درک می‌شود.
توهمات منطبق با خلق و خو
اینها با احساسات فرد در یک بازه زمانی معین، به ویژه در طول دوره‌ای از شیدایی یا افسردگی، مطابقت دارند. به عنوان مثال، شخصی با این نوع توهم ممکن است با قطعیت باور کند که در یک شب خاص ۱ میلیون دلار در کازینو برنده خواهد شد، علیرغم اینکه هیچ راهی برای دیدن آینده یا تأثیرگذاری بر احتمال چنین رویدادی ندارد. به طور مشابه، فردی که در حالت افسردگی قرار دارد، ممکن است احساس کند که مادرش روز بعد مورد اصابت صاعقه قرار خواهد گرفت، علی رغم اینکه هیچ وسیله‌ای برای پیش بینی یا کنترل رویدادهای آینده ندارد.
توهمات خنثی خلقی
اینها تحت تأثیر خلق نیستند و می‌توانند عجیب و غریب یا غیرعجیب باشند. تعریف رسمی ارائه شده توسط سلامت روان روزانه «یک باور نادرست است که مستقیماً با وضعیت عاطفی فرد مرتبط نیست.» یک مثال می‌تواند فردی باشد که متقاعد شده است که فردی بدن خود را با همسایه خود تغییر داده است، این باور بدون توجه به تغییرات در وضعیت عاطفی، تداوم می‌یابد.

### اثرات زیست روانی اجتماعی
مانند بسیاری از اختلالات روانپزشکی، اختلال هذیانی مشترک می‌تواند بر جنبه‌های روانی و اجتماعی بهزیستی فرد تأثیر منفی بگذارد. استرس حل نشده ناشی از یک اختلال هذیانی در نهایت به سایر پیامدهای منفی سلامتی مانند بیماری قلبی-عروقی، دیابت، چاقی، کمبود ایمنی و غیره کمک می‌کند یا آن را افزایش می‌دهد. این خطرات برای سلامتی با شدت بیماری افزایش می‌یابد، به‌ویژه اگر فرد مبتلا درمان کافی دریافت نکرده یا از آن پیروی نکند.
افراد مبتلا به اختلال هذیانی به طور قابل توجهی در معرض خطر ابتلا به بیماری‌های روانپزشکی مانند افسردگی و اضطراب هستند. این ممکن است به یک الگوی ژنتیکی مربوط به ۵۵ درصد از بیماران اس‌دی‌دی نسبت داده شود.
اختلال هذیانی مشترک می‌تواند تأثیر منفی عمیقی بر کیفیت زندگی فرد داشته باشد. افراد مبتلا به اختلال سلامت روان معمولاً انزوای اجتماعی را تجربه می‌کنند که برای سلامت روانی مضر است. این به ویژه در مورد اس‌دی‌ی مشکل ساز است، زیرا انزوای اجتماعی به شروع این اختلال کمک می‌کند. به ویژه، در صورت بازگشت به یک موقعیت زندگی منزوی، که در آن توهم‌های مشترک می‌توانند دوباره برقرار شوند، عود احتمالی وجود دارد.

## اثرات
در حالی که اثرات دقیق اس‌دی‌دی ناشناخته است، دو عامل اصلی آن استرس و انزوای اجتماعی هستند.
افرادی که با هم از نظر اجتماعی منزوی هستند، تمایل دارند به کسانی که با آنها هستند وابسته شوند، که منجر به این می‌شود که یک محرک بتواند بر اطرافیان آنها تأثیر بگذارد. علاوه بر این، افرادی که دچار اختلال توهم مشترک می‌شوند، دیگران به آنها یادآوری نمی‌کنند که توهم‌شان غیرممکن یا بعید است.
استرس نیز یک عامل است، زیرا یک عامل رایج در ایجاد یا بدتر شدن بیماری روانی است. اکثر افرادی که به اختلال توهم مشترک مبتلا می‌شوند از نظر ژنتیکی مستعد ابتلا به بیماری روانی هستند، اما این عامل به تنهایی برای ایجاد اس‌دی‌دی کافی نیست. به عبارت دیگر، استرس عامل خطر این اختلال است. هنگامی که فرد تحت استرس قرار می‌گیرد، غده فوق کلیوی هورمون استرس کورتیزول را در بدن آزاد می‌کند و سطح دوپامین را در مغز افزایش می‌دهد. این تغییر را می‌توان با ایجاد یک بیماری روانی، مانند اختلال توهم مشترک، مرتبط دانست.
در حالی که هیچ دلیل دقیقی برای روان‌پریشی مشترک وجود ندارد، عوامل متعددی وجود دارد که بسته به فرهنگ‌ها و جوامع مختلف و در نظر گرفتن شرایط فرد، از جمله تغییرات محیطی و روابط، در ایجاد آن نقش دارند.

## تشخیص
تشخیص اختلال توهم مشترک اغلب دشوار است. معمولاً فرد مبتلا به دنبال درمان نمی‌رود، زیرا متوجه نمی‌شود که توهم او غیرطبیعی است، زیرا این توهم از طرف فردی در موقعیت غالب است که به او اعتماد دارد. علاوه بر این، از آنجایی که توهم آنها به تدریج ظاهر می‌شود و با گذشت زمان قوی می‌شود، شک آنها در این مدت به آرامی ضعیف می‌شود. اختلال توهم مشترک با استفاده از دی‌اس‌ام-۵ تشخیص داده می‌شود و بر این اساس، بیمار باید سه معیار را داشته باشد:
- آنها باید یک توهم داشته باشند که در زمینه یک رابطه نزدیک با فردی که یک توهم از قبل ایجاد شده را نشان می‌دهد، ایجاد می‌شود.
- توهم باید بسیار شبیه یا حتی مشابه با آنچه قبلاً در مورد اولیه ایجاد شده است باشد.
- این توهم را نمی‌توان با هیچ اختلال روانشناختی دیگری، اختلال خلقی با ویژگی‌های روانی، به عنوان نتیجه مستقیم اثرات فیزیولوژیکی سوء مصرف مواد یا هر وضعیت پزشکی عمومی، بهتر توضیح داد.

## رفتار
پس از تشخیص، مرحله بعدی تعیین دوره مناسب درمان است. اولین قدم این است که فرد سالم سابق از القاء کننده جدا شود و مشاهده شود که آیا توهم با گذشت زمان برطرف می‌شود یا کاهش می‌یابد. اگر این برای متوقف کردن توهم کافی نیست، دو روش ممکن وجود دارد: دارو یا درمان.
با درمان، توهم‌ها و در نتیجه بیماری در نهایت به قدری کاهش می‌یابد که در بیشتر موارد عملاً از بین می‌رود. با این حال، اگر درمان نشود، می‌تواند مزمن شود و منجر به اضطراب، افسردگی، رفتار پرخاشگرانه و انزوای اجتماعی بیشتر شود. آمار زیادی در مورد پیش آگهی اختلال توهم مشترک وجود ندارد، زیرا این یک بیماری نادر است و انتظار می‌رود که اکثر موارد گزارش نشده باشند.